# Phrynomedusa appendiculata
Phrynomedusa appendiculata är en groddjursart som först beskrevs av Lutz 1925.  Phrynomedusa appendiculata ingår i släktet Phrynomedusa och familjen lövgrodor. IUCN kategoriserar arten globalt som nära hotad. Inga underarter finns listade i Catalogue of Life.